# Amarante do Maranhão
Pour les articles homonymes, voir Amarante.
Amarante do Maranhão est une municipalité brésilienne située dans l'État du Maranhão.